# Tigre contro tigre (album)
Tigre contro tigre è il terzo album dei Gerson, pubblicato nel 2006.

## Tracce
1. Sei sul mio libro nero
2. La volta di troppo
3. Sto solo dormendo
4. Ridono di me
5. Per me lo so
6. Lucifero culo
7. Tigre contro tigre
8. Lei do Gerson
9. Dieci secondi nel buio
10. Cattiva religione
11. La cura sbagliata
12. Lotus

## Formazione
- Paolo Stucchi - voce, chitarra
- Stefano "Steve" Colla - chitarra solista
- Rafael Miranda - basso
- Sergio "Trinità Jack" Maramotti - batteria